# Sylvia Bataille
Pour les articles homonymes, voir Bataille (homonymie).
Sylvia Bataille est une actrice française, née Sylvia Maklès le 1er novembre 1908 dans le 17e arrondissement de Paris et morte le 22 décembre 1993 dans le 7e arrondissement de Paris.

## Biographie

### Jeune femme émancipée (1908-1938)
Née française dans une famille ashkénaze d'origine roumaine, Sylvia Maklès est élevée par une mère Cohen fière de sa « yiddishkeit » mais loin de la religion juive. Son père est voyageur de commerce. Elle est la sœur de Rose Maklès (épouse d'André Masson), de Bianca Maklès (comédienne à l'Atelier sous le nom de Lucienne Morand et épouse de Théodore Fraenkel), de Charles Maklès et de Simone Maklès (épouse de Jean Piel). Elle est une des amies intimes de la photographe Denise Bellon, qui fait de très nombreux portraits d'elle, dans l'intimité et au travail, notamment une série dans laquelle elle est seins nus dans la neige.
Élève de Charles Dullin, Sylvia Maklès devient, à la suite de Kiki, une des égéries de Montparnasse. Elle fait en 1927 la connaissance de l'écrivain débutant Georges Bataille, qu'elle épouse le 20 mars 1928. Elle a vingt ans, lui trente. Le couple emménage successivement avenue de Ségur, rue Vauvenargues, à Boulogne sur Seine, où leur ami Michel Leiris habite chez son beau père Daniel-Henry Kahnweiler, puis Issy-les-Moulineaux, où, le 10 juin 1930, naît leur fille, la future psychanalyste Laurence Bataille (en).
Sylvia Bataille débute alors au théâtre, dans la Compagnie des quinze de Michel Saint-Denis. Elle joue aussi un premier petit rôle dans un court métrage. En 1932, elle intègre le Groupe Octobre, troupe théâtrale d'agit-prop animée par Jacques Prévert. Les fêtes, la débauche et l'alcool ont raison de son couple dès 1933 mais Georges Bataille ne consentira au divorce, les circonstances n'aidant pas, que le 9 août 1946. Il a dilapidé son propre héritage auprès d'une des nombreuses prostituées qu'il a l'habitude de fréquenter, Violette, qu'il espérait ainsi sauver de sa condition.
C'est alors, en 1933, que Sylvia Bataille, sans renoncer tout à fait au théâtre, fait le choix d'une carrière cinématographique, en effet prometteuse. En 1936, elle joue son rôle le plus mémorable dans Partie de campagne de Jean Renoir, mais les reproches et les injures qu'elle adresse au réalisateur ajoutent aux difficultés qui conduisent à l'arrêt du tournage. Le film ne sera monté que dix ans plus tard. Auparavant, elle aura acquis une certaine notoriété en jouant dans Le Crime de monsieur Lange, de Renoir également, en 1935. Elle tournera son dernier rôle en 1950.

### Refondation personnelle à travers la guerre (1939-1945)
À partir de 1938, Sylvia Bataille partage la vie du compagnon des Surréalistes et psychiatre Jacques Lacan, homme marié et déjà père d'une première fille. Quand la guerre éclate, celui ci est mobilisé en tant que médecin à Pau. En octobre 1940, à la suite de l'édiction du premier statut des Juifs, elle s'enfuit de Paris avec sa mère, sa sœur et son beau-frère André Masson vers Clermont, en Zone sud. Toute la famille, orientée par les autorités, reçoit un hébergement dans les Montagnes d'Auvergne puis poursuit jusqu'à Marseille dans l'idée de partir vers les États-Unis.
C'est là qu'elle retrouve Jacques Lacan, lui-même en famille. Provisoirement, le couple illégitime sous-loue à André Malraux, qui est logé gracieusement, une villa située à Roquebrune, près de Nice, et appartenant à Simon Bussy, « La Souco », tandis que Rose et André Masson, qui obtiendront un visa pour les États-Unis quatre mois plus tard, sont hébergés par la comtesse Pastré dans une maison du parc de Montredon, à Marseille. C'est dans ces conditions qu'est conçue leur enfant, ce qui précipite le divorce, qui sera prononcé le 15 décembre 1941, de Jacques Lacan d'avec Marie-Louise Blondin, qui, elle, a accouché de leur troisième enfant treize mois et demi plus tôt.

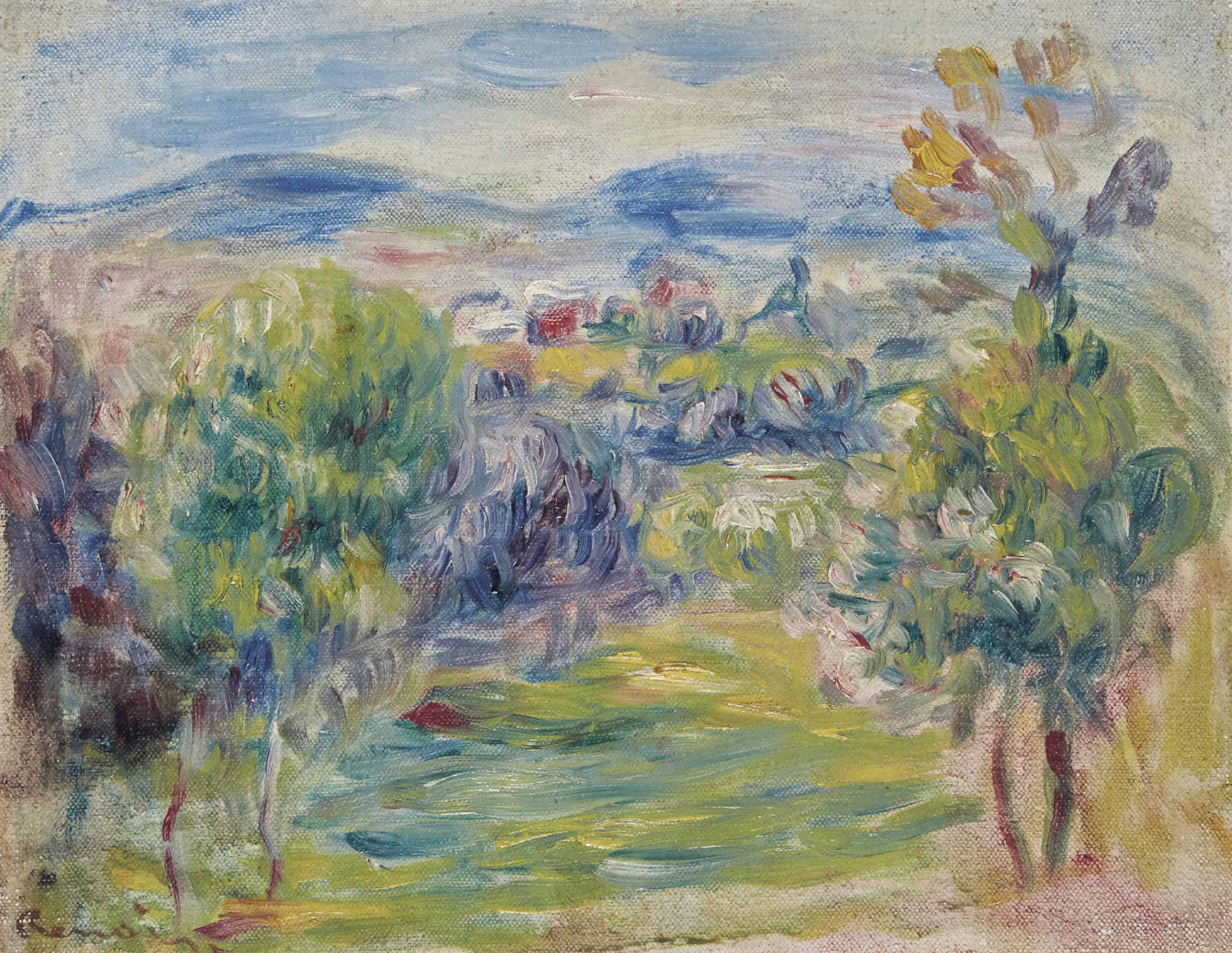
Peint par Auguste Renoir, le Domaine des Colettes à Cagnes, où habite Jean Renoir.

En janvier, 1941, Jacques Lacan installe son nouveau ménage à Cagnes-sur-Mer, de l'autre côté de Nice. À court d'argent, il retourne à Paris prendre son poste de praticien mais revient tous les quinze jours. La seconde fille de Sylvia Bataille naît le 3 juillet. Elle est nommée Judith en l'honneur de l’héroïne qui a sauvé son peuple de l'envahisseur.
Un an et demi plus tard, à Noël 1942, Sylvia Bataille obéit naïvement à l'obligation imposée à la suite du second statut des Juifs de se faire recenser. Jacques Lacan se rend avec Sylvia dans le commissariat de Cagnes réclamer les déclarations qu'elle y avait déposées et, après un temps d'attente, réussit, d'un geste vif et déterminé, à subtiliser, en promettant à l'officier présent de le rapporter dans les délais, le dossier qui aurait à terme conduit ses futures femme et belle mère, ainsi que sa fille, à Auschwitz.

### Sylvia Lacan (1946 - 1993)

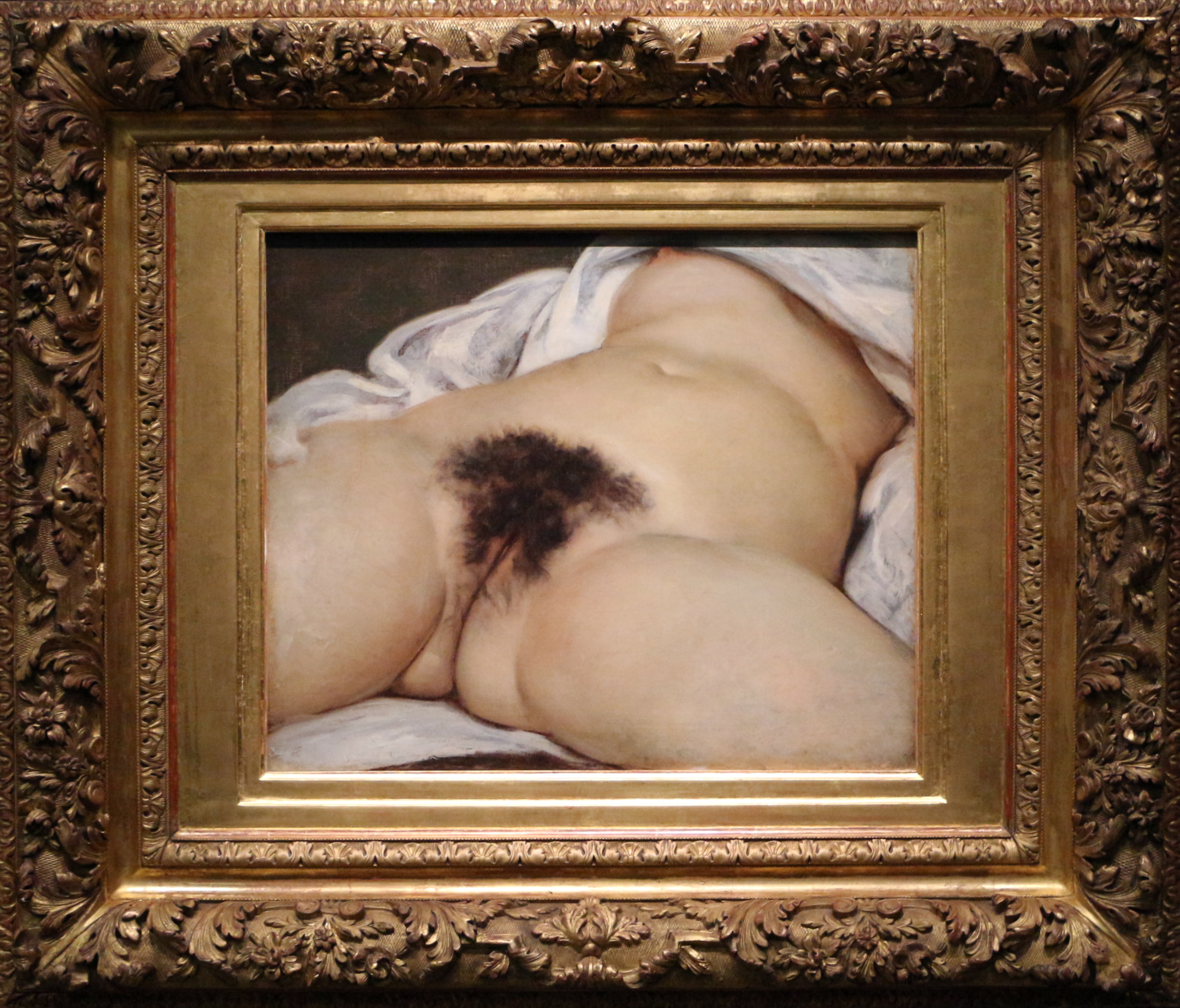
L'Origine du monde, acheté par Jacques Lacan en 1955, est acquis en 1995 par le musée d'Orsay en règlement de la succession de Sylvia Bataille.

Sylvia Bataille n'épouse Jacques Lacan que sept ans après son divorce, le 17 juillet 1953, peut-être dans la perspective de transmettre le nom du père à sa fille. C'est l'époque où le psychanalyste commence de théoriser son expérience et rédiger un enseignement.
Sylvia Bataille meurt le 22 décembre 1993 d'une crise cardiaque 3 rue de Lille. Elle est enterrée au cimetière du Montparnasse, septième division, alors que sa mère, décédée en 1960, l'est à Guitrancourt, à côté de Jacques Lacan.

## Filmographie
« Chez Renoir, nous ne sommes pas toujours beaux, mais nous sommes toujours vrais. »

— Sylvia Bataille, Cahiers du cinéma n°8, janvier 1952
- 1930 : Le Roman de Renard (film d'animation) de Ladislas Starevitch, la voix du lapin
- 1930 : La Joie d'une heure (court métrage) d'André Cerf
- 1933 : La Voix sans visage de Leo Mittler
- 1934 : Un chien qui raccroche (Por un perro chico, una mujer) (court métrage) de Santiago de la Concha - Santiago Ontañón
- 1934 : Adémaï aviateur de Jean Tarride
- 1935 : Son Excellence Antonin de Charles-Félix Tavano
- 1936 : Topaze de Marcel Pagnol
- 1936 : Rose de Raymond Rouleau
- 1936 : Partie de campagne de Jean Renoir
- 1936 : Œil de lynx, détective de Pierre-Jean Ducis
- 1936 : Le Crime de monsieur Lange de Jean Renoir
- 1936 : Jenny de Marcel Carné
- 1937 : Le Chemin de Rio de Robert Siodmak
- 1937 : Vous n'avez rien à déclarer ? de Léo Joannon
- 1937 : Le Gagnant (moyen métrage) d'Yves Allégret
- 1937 : L'Affaire du courrier de Lyon de Maurice Lehmann et Claude Autant-Lara : Madeleine Breban
- 1937 : Forfaiture de Marcel L'Herbier
- 1938 : Frères corses de Géo Kelber
- 1938 : Les Gens du voyage de Jacques Feyder
- 1939 : Le Château des quatre obèses de Yvan Noé
- 1939 : Serge Panine de Charles Méré
- 1939 : L'Étrange nuit de Noël de Yvan Noé
- 1939 : Quartier latin de Pierre Colombier
- 1939 : "L'Enfer des anges" de Christian-Jaque
- 1940 : Le Collier de chanvre de Léon Mathot
- 1940 : Campement 13 de Jacques Constant
- 1945 : Ils étaient cinq permissionnaires de Pierre Caron
- 1946 : Les Portes de la nuit de Marcel Carné
- 1948 : Ulysse ou Les Mauvaises Rencontres, (court métrage) d'Alexandre Astruc
- 1950 : Julie de Carneilhan de Jacques Manuel

## Théâtre
- 1936 : Le Pélican ou Une étrange famille de Francis de Croisset d'après Somerset Maugham, Théâtre des Ambassadeurs

### Sources
1. ↑  État civil sur le fichier des personnes décédées en France depuis 1970.
2. ↑  « Au jardin, avec Sylvia Bataille », sur La Belle Equipe, 9 mars 2016
3. ↑  Angie David, Sylvia Bataille, Paris, Éditions Léo Scheer, 2013, 284 p. (ISBN 978-2-7561-0413-3), p. 13
4. ↑  Denise Bellon et Eric Le Roy, Denise Bellon, La Martinière, 2004 (ISBN 978-2-7324-3136-9)
5. ↑  Chantal Talagrand, « Laurence Bataille [Paris 1930 — Paris 1986] », dans Béatrice Didier, Antoinette Fouque, Mireille Calle-Gruber (éd.), Dictionnaire universel des créatrices, Paris, Éditions des femmes, 2013 (lire en ligne).
6. ↑  G. Bataille, Le Bleu du ciel, Jean Jacques Pauvert, Paris, 1957.
7. ↑  Marie Voisin, « Repères biographiques », in M. Waldberg, Isabelle Waldberg avec et sans armure, p. 235-253, coll. Mains et Merveilles, La Différence, Paris, 1992  (ISBN 9782729108434).
8. ↑  Nathalie Jaudel, « Lacan, Maurras et les juifs. », in La Règle du jeu, Grasset, Paris, 16 août 2011.
9. ↑  René Poznanski, « Le fichage des juifs de France pendant la Seconde Guerre mondiale et l'affaire du fichier des juifs. », in La Gazette des archives, no 177-178 "Transparence et secret. L’accès aux archives contemporaines", p. 255, AAF, Paris, 1997 DOI 10.3406/gazar.1997.3475.
10. ↑  Alain Rubens, « Lacan et les femmes », in L'Express, Paris, 1er mai 2008.
11. ↑  Jean-François de Sauverzac, Le Désir sans foi ni loi. Lecture de Lacan., p. 145, Aubier, Paris, 2000.